# Borgo metropolitano di Barnsley
Barnsley è un borgo metropolitano del South Yorkshire, Inghilterra, Regno Unito, con sede nel nucleo urbano omonimo.
Il distretto fu creato con il Local Government Act 1972, il 1º aprile 1974 dalla fusione del precedente county borough di Barnsley con i distretti urbani di Cudworth, Darfield, Darton, Dearne, Dodworth, Hoyland Nether, Penistone, Royston, Wombwell e Worsborough, con il distretto rurale di Penistone, parte del distretto rurale di Hemsworth e del distretto rurale di Wortley.

## Località e parrocchie
Le località del distretto includono:
- Ardsley
- Athersley
- Barugh
- Barugh-Green
- Billingley
- Birdwell
- Bolton upon Dearne
- Brierley
- Carlecotes
- Carlton
- Cawthorne
- Cubley
- Cudworth
- Darfield
- Darton
- Dodworth
- Dunford Bridge
- Elsecar
- Gawber
- Gilroyd
- Goldthorpe
- Great Houghton
- Grimethorpe
- Haigh (per metà nel distretto di Wakefield)
- High Hoyland
- Higham
- Honeywell
- Hood Green
- Hoyland
- Hoylandswaine
- Hoyland Common
- Ingbirchworth
- Jump
- Kendray
- Kexbrough
- Kingstone
- Little Houghton
- Lundwood
- Mapplewell
- Millhouses
- Millhouse Green
- Monk Bretton
- New Lodge
- Oxspring
- Platts Common
- Penistone
- Pilley
- Pogmoor
- Redbrook
- Royston
- Shafton
- Silkstone
- Silkstone Common
- Smithies
- Staincross
- Stairfoot
- Tankersley
- Thurgoland
- Thurlstone
- Thurnscoe
- Ward Green
- Wilthorpe
- Woolley Colliery
- Wombwell
- Wortley
- Worsbrough

Le parrocchie sono:
- Billingley
- Brierley
- Cawthorne
- Dunford
- Great Houghton
- Gunthwaite and Ingbirchworth
- High Hoyland
- Hunshelf
- Langsett
- Little Houghton
- Oxspring
- Penistone
- Shafton
- Silkstone
- Stainborough
- Tankersley
- Thurgoland
- Wortley